# Musʿab ibn ʿUmair
Musʿab ibn ʿUmair, auch bekannt als Musʿab al-Chayr (Der Gute) (مصعب بن عمير, DMG Musʿab ibn ʿUmair; * zwischen den Jahren 594 und 598; † 625), war einer der Sahaba (Gefährten) des Propheten Mohammed, der schon im jungen Alter den Islam annahm. Er spielt eine recht wichtige Rolle für den Islam, da er mitverantwortlich dafür ist, dass Mohammed und seine Leute die große Hidschra von Mekka nach Medina vollziehen konnten. 

## Leben
In Yathrib, also im damaligen Medina, lebten die beiden arabischen Stämme Aus und Khazraj. Im Jahr 11 nach der Berufung (3 v.H.; 620 n. Chr.) kamen sechs Männer, alle aus dem Stamm der Khazraj, zur Wallfahrt nach Mekka. Als der Prophet sie mit der Botschaft des Islam ansprach, hörten sie mit überraschender Offenheit und Zugeneigtheit zu (darin unterschieden sie sich völlig von den anderen Stämmen, denen er bislang begegnet war). Es spielte hierfür auch eine Rolle, dass sie aus einer zerrissenen Stadt kamen, in der die zwei arabischen Stämme in erbitterter Feindschaft miteinander lebten. Sie sprachen noch vor Ort das Schahāda und nahmen sich vor, die Botschaft des Propheten nach Medina zu ihren Leuten zu bringen. Daraufhin schickte Mohammed Musʿab ibn ʿUmair mit der medinensischen Delegation nach Medina, um sie im Islam zu unterrichten und ihnen die bisherige Offenbarung zu überbringen.

## Tod
Mus‘ab ibn Umair kam in der Schlacht von Uhud im Jahre 625 ums Leben. Er war einer der vielen, die mit viel Courage gekämpft hatten. Dennoch wurde er am Ende, als er versuchte, den Propheten zu beschützen, durch den Speer von Ibn Kami'ah durchstochen und starb somit einen Märtyrertod.
| Personendaten    | Personendaten                            |
| ---------------- | ---------------------------------------- |
| NAME             | Musʿab ibn ʿUmair                        |
| ALTERNATIVNAMEN  | Musʿab al-Chayr; مصعب بن عمير (arabisch) |
| KURZBESCHREIBUNG | Gefährte des Propheten Muhammad          |
| GEBURTSDATUM     | zwischen 594 und 598                     |
| STERBEDATUM      | 625                                      |